# بيج بوس
بيج بوس (بالإنجليزية Big Boss) هو شخصية خيالية لسلسلة ألعاب الفيديو ميتال غير من تصميم هيديو كوجيما. ظهر لأول مرة في ميتال غير كقائد وحدة FOXHOUND ولاحقاً العدو اللدود لبطل اللعبة سوليد سنيك والذي ينتمي للوحدة. لعب بيج بوس دور البطل في أجزاء ميتال غير سوليد التي تقع أحداثها قبل الجزئين الأوليين حيث لعب دور جاسوس أمريكي تحت أسم نيكيد سنيك (Naked Snake). الكاتب والممثل ديفيد هايتر أدى صوت الشخصية إضافة إلى شخصية سوليد سنيك.
تم مدح شخصية بيج بوس من قبل النقاد لدوره كالعدو إضافة إلى علاقته بسوليد سنيك.

## شخصيته
الاسم الحقيقي هو جون (John) ومعروف أيضاً بـ جاك (Jack) ونايكيد سنيك وبونيشد سنيك (Naked & Punished Snake). كان عميلاً ذائع الصيت لدى القوات الخاصة وقائداً للمرتزقة. أسس وحدة القوات الخاصة (FOXHOUND) التابعة للجيش الأمريكي جنباً إلى جنب مع جماعتيّ جنود بلا حدود (Militaries Sans Frontières) ودياموند دوقز (Diamond Dogs) المرتزقتين وكان أحد أعضاء مؤسسي منظمة الوطنيون (The Patriots). ولاحقاً أنشأ بيج بوس الدولتين العسكريتين الملاذ الخارجي (Outer Heaven) وأرض زنزبار (Zanzibar Land) كقاعدتين لجماعته، لكي يحقق آماله في إنشاء دولة للجنود. وكان يعتبر من قبل الكثيرين «أعظم جندي في القرن العشرين» وقائد عسكري ذكي ويتم الإشادة به كبطل حرب من قبل المعجبين، بينما يخشاه أعداؤه الذين يعتبرونه طاغية.
وخلال الحرب الباردة، كان بيج بوس تلميذاً للزعيمة (The Boss) الملقبة بـ «الأم الروحية للقوات الخاصة»، ولاحقاً خدم كعميل سري في مجال العمليات السرية لوحدة فوكس التابعة للسي أي إيه تحت قيادة الرائد زيرو (Major Zero).
وتم استخدام شفرته الوراثية كجزء من مشروع الحكومة «الأطفال المرعبين» (Les Enfants Terribles)، وكان بيج بوس هو الأب الجيني لـ سوليد سنيك ولكويد سنيك وسوليدوس سنيك.

## سيرته

### السنوات الأولى
ولد جون عام 1935م، وكان معروفاً جداً باسم جاك خلال سنواته الأولى، ويعود تاريخ مهنته العسكرية إلى الخمسينيات عندما شارك في الحرب الكورية في سن المراهقة وبعدها إنضم إلى القبعات الخضر (Green Berets). وفي عام 1950م، عند عمر خمسة عشر عاماً، التقى بالزعيمة وأصبح تلميذها بعد مرحلة تدريبه في تقنيات القتال والتدمير وجمع المعلومات السرية. وفي مرحلة ما، تعلم كيف يقنص في البيئات البرية والبحرية، وشارك في تدريبات البقاء على قيد الحياة، عندما أكل الأفاعي لأول مرة.
وفي عام 1954م، شارك جاك في اختبار آتول بيكيني (Bikini Atoll Test) لأول عملية تفجير لقنبلة ذرية منقولة جواً. غير أنه على خلاف زملائه الذين حضروا عملية الاختبار وأوصيبوا باللوكيميا (سرطان الدم) وسرطان الغدة الدرقية أو ماتوا جراء الاشعاعات، إلا أنه لم تتطور لديه أية أعراض مطلقاً. ولقد أسفر تعرضه للإشعاعات الذرية إلى أن يصبح عقيماً وعاجزاً عن الإنجاب طبيعياً فيما بعد.
وأثناء الفترة التي كان جاك فيها تحت وصاية الزعيمة، علمته ايضاً كل شيء عن القتال التسلح والبقاء على قيد الحياة والتجسس والتدمير وعلم النفس واللغات الاجنبية (كالروسية)، وكذلك كان بارعاً في الحروب المدنية والتسلل للمباني تحت وصايتها، ولاحقاً قاما بتطوير فن القتال عن قرب (CQC) معاً. وقد ذهبا بطريقين منفصلين في يوم 12 من شهر يونيو/حزيران عام 1959م، فقط ليلتقيا مرة أخرى بعد خمس سنوات في روسيا.
وفي عام 1961م، نفذ جاك عمليات سرية مع بايثون (Python) خلال المراحل الأولى من حرب فيتنام قبل مشاركة أمريكا رسميا. وفيما بعد صرح بأن بايثون كان أحد الجنود القلة الذين يمكنه الاعتماد عليهم كليا في أرض المعركة. وايضاً لعبا الأثنين لعبة البوكر معاً، تاركتاً بايثون مدين لسنيك بالمال. وفيما بعد شارك الأثنين معاً في مهمة عندما تم إصابة بايثون بطلق ناري وافترض أنه مات
واستمع كذلك إلى حديث جون كينيدي (الرئيس الأمريكي آنذاك)، بشأن وضع إنسان على سطح القمر بحلول نهاية العقد، ومع ذلك، كان العديد من أفراد الجيش الذين عرفهم غير سعداء بشأن هذه المسألة.
وفي أوآخر عام 1964م، تم منح جاك وسام إنجاز الجيش ووسام حسن السيرة والسلوك ووسام خدمة الدفاع المتميز ووسام الخدمة في حرب كوريا ووسام يشبه وسام الخدمة في حرب فيتنام ووسام صليب الخدمة المتميزة، مع العديد من الأوسمة الأخرى. وفي مرحلة ما بين عام 1962م و 1964م إنضم إلى وحدة الرائد زيرو.

### عملية آكل الثعابين (Operation Snake Eater)
في 24 أغسطس 1964، شارك جاك في ذا فيرتشوس ميشن (The Virtuous Mission) بصفته عضواً لوحدة فوكس التابعة للسي أي إيه لكي يقوم بإنقاذ العالم السوفيتي المنشق نيكولاي ستيبانوفتش سوكولوف (Nikolai Stepanovich Sokolov). وتجري العملية تحت الاسم الرمزي Naked Snake، فقد تسلل إلى المنطقة السوفيتيه تسيلينويارسك بعد إجراء أول قفزة عمودية حرة من علو منخفض عالمياً، وبعد تجنب سنيك لقوات لجنة أمن الدولة (KGB Troops) نجح سنيك بالاتصال بسوكولوف وإصطحبه إلى بر الأمان تبعها معركة قصيرة مع الرائد أوسيلوت (Major Ocelot) عضو إدارة المخابرات الرئيسية (GRU). ومع ذلك، أنهى المهمة بفشل ذريع مع انشقاق الزعيمة المفاجئ، وأصيب سنيك خلال مواجهته معها، وتم أخذ سوكولوف من قبل وحدة الكوبرا (Cobra Unite) التابعة للزعيمة كهدية لعضو إدارة المخابرات الروسية العقيد يفغيني بوريسوفيتش فولغن (Colonel Yevgeny Borisovitch Volgin).
وبعد إنقاذه، وضع سنيك في وحدة العناية المركزة المتقدمة حيث تم إستجوابه من قبل وكلاء الحكومة الأمريكية فيما يخص انشقاق الزعيمة. وبعد أسبوع، قررت الحكومة العفو عن سنيك من أي تورط بالانشقاق شريطة أن يعود إلى تسيلينويارسك. وتم تسمية هذه المهمة بعملية آكل الثعابين، على الرغم من عدم شفائه كلياً من إصاباته السابقة. ونقل سنيك إلى تسيلينويارسك عبر نموذج D-21 بدون طيار. وقرر له مبدئياً بأن يلتقي آدام (Adam) وصلة الـKGB وبدلاً من ذلك التقى سنيك بـ إيفا (Eva) التي قدمت معلومات عن مكان سوكولوف، وكان على سنيك خلال هذه المهمة أن يمر مصادفة بنموذج تصاميم آلة الميتل جير (Metal Gear)، الخاصة بـ ألكسندر لينوفيتش غرانين (Aleksandr Leonovitch Granin).
وخلال رحلته المضنية في تسيلينويارسك قام سنيك بقتال وهزيمة مختلف أعضاء وحدة الكوبرا التابعة للزعيمة بما فيهم ذا باين (The Pain) وذا فير (The Fear) وذا إند (The End) وذا فيوري (The Fury). وقام بعد ذلك بالتنكر بزي ضابط المخابرات الروسية للتسلل إلى غروزني غراد (Groznyj Grad)
لإنقاذ سوكولوف ومعرفة كيفية تدمير آلة الشاغوهود (Shagohood). لكن محاولة الإنقاذ باءت بالفشل عندما أدرك فولغن حقيقة تنكر سنيك، مما أدى إلى القبض عليه. واستيقظ سنيك على أصوات سوكولوف الذي ظهر ميتاً على يدي فولغن. وخلال تعذيب سنيك سقط جهاز الإرسال من جسده. وعندما وجهت أصابع الإتهام نحو إيفا، تدخل سنيك وأنقذ حياتها على حساب عينه اليمنى. وتسبب الارتباك بمغادرة فولغن مع إيفا التي كانت بحالة ذهول، وحثت الزعيمة سنيك على الهرب،(وقبل ذلك قامت إيفا بإخباره سراً أين وكيف يهرب من غروزني غراد).
وبُعيد الهروب من غروزني غراد توجه سنيك إلى موقع الالتقاء مع إيفا، وتقريبا أغرق سنيك نفسه حين عملية الهروب من وحدة أوسيلوت وعانى من تجربة موت وشيك شارك فيها عضو وحدة الكوبرا المتوفى ذا سورو (The Sorrow). والتقى سنيك مع إيفا، واستعاد معداته واسلحته منها، واعتمد استخدام رقعة العين. ومن ثم عاد سنيك إلى غروزني غراد ودمر موقع آلة الشاغوهود، وأخيراً قتل فولغن والتخلص من الشاغوهود نفسها.
أنجز سنيك هدفه الرئيسي: قتل الزعيمة، جرت معركتهما النهائية في حقل من الزهور البيضاء في منطقة ريكوفي بيريج (Rikovij Berege)، وعلى الرغم من امتناعه الشديد إلا أنه قاتلها. وبسبب ذلك منح سنيك وسام الخدمة المتميزة والاسم الرمزي  «بيج بوس»  (Big Boss) من قبل الرئيس الأمريكي ليندون بي. جونسون.
ولكن، بيج بوس كان متأثراً بشدة من أحداث عملية سنيك إيتر. لقد أرغم على قتل معلمته «الزعيمة»، واكتشف أن العملية برمتها (بما فيها انشقاق الزعيمة المفترض) كانت حيلة أعدتها حكومته لتجنب تلقي اللوم على هجوم النووي، بينما يضعون أيديهم سراً على ميراث الفلاسفة (The Philosophers' Legacy). لقد ضل بيج بوس عن رؤية ماكان يقاتل لأجله، ومعه فقد وطنيته لبلاده. وبسبب هذا، وبالإضافة إلى لوم نفسه على السماح بحدوث ذلك، تقاعد بيج بوس من وحدة FOX. لقد كان مثبطاً ذهنياً ووحيد. ومن غير علمه، تخلصه من العقيد فولغن جعل منه بطلاً لشعب الاتحاد السوفيتي أيضا.

### ما بعد عملية سنيك إيتر (Post-Snake Eater)
كان تقاعد سنيك من ساحات الحروب قصير الأمد ومحاولاته لأن يصبح مدرباً أو دليل الصيد باءت بالفشل. وفي عام 1966م تواجه سنيك مع يتيم حرب يعرف بفرانك ييجير (Frank Jaeger) خلال حرب أستقلال دولة موزنبيق، وبعد هزيمته ومعالجته ليسترد عافيته إصطحبه معه إلى منشأة لإعادة التأهيل حيث يمكن أن يعتني به. وفي وقت لاحق، قامت منشأة إعادة التأهيل الصحي بتسليم فرانك ييجير للسي أي إيه لإستخدامه في «مشروع الجندي المثالي» (The Perfect Soldier Project)، وإبان هذا الوقت، حاول أيضا إيجاد إيفا ولكنه كان عاجزاً عن تعقب أثرها لسنوات.

### احتلال سان هيرونيمو (San Hieronymo Takeover)
على الرغم من تمييزه بلقب بيج بوس وأصبح اسطورة في عالم العمليات السرية بسبب مآثره إلا أنه ما زال يستخدم الاسم الرمزي «ناكيد سنيك» لشعوره بعدم إستحقاق لقب الزعيم "Boss"، وخلال شهر نوفمبر عام 1970م اعتبرت وحدة FOX مارقة، بعد قيام أعضائها بالاستيلاء على قاعدة سوفيتية في أمريكا الجنوبية في شبه جزيرة سان هيرونيمو. إذ تم اعتقال بيج بوس من وحدة FOX وأخذه إلى شبه الجزيرة حيث تم سجنه واستجوابه. وكذلك تم اتهام بيج بوس بالخيانة من قبل وزارة الدفاع لقيامه بقيادة تمرد وحدة FOX المزعوم. ونجح العميل السري الذي قاد التمرد بجمع أعضاء FOX المتخصصين بمهمات التسلل الانفرادي وقتل كل الذين عارضوه. مع الأعتقاد بأن سنيك هو الوحيد القادر على فعل ذلك.
التقى سنيك بزميله السجين روي كامبل (Roy Campbell) عضو القبعات الخضر. ونجح بيج بوس بالاتصال بـ بارا ميديك (Para-Medic) التي أخبرته بأنه هو والرائد زيرو قد تم أتهامهم بالخيانة من قبل البنتاجون، معتقدين بأنهما العقل المدبر لهذا التمرد. ومن ثم هرب بيج بوس وكامبل من السجن وذهبا لإقناع جنود الجيش الأحمر السابقين مع خيبة أملهم من نشطاء وحدة FOX للانضمام إليهم والانتفاض ضد التمرد، وقد ساعدت بارا ميديك وسيجينت (Sigint) بتفكيك وحدة FOX وتبرئة ساحتهم.
وخلال هذا الوقت، التقى بيج بوس بـ Null (فرانك ييجير) وتقاتل الاثنين في عدد من الأحداث المنفصلة. وايضا التقى بـ بايثون مجدداً الذي لم يمت خلال حرب فيتنام ولكن أبقته السي أي إيه على قيد الحياة ودربته على أن يكون ضد سنيك. وعلى الرغم من هذا، مازال بيج بوس يتمكن من هزيمة بايثون. وعلم بيج بوس كذلك بأن المهمة الفعلية لعميل FOX السري كونينغهام من وزارة الدفاع هي أجبار جين (Gene)، قائد التمرد على إطلاق آلة ميتل جير لتلويث سمعة السي أي إيه. فقتل بيج بوس كونينغهام ومن ثم توجه لقتل جين، وإن لم يكن قبل معرفته بذلك، وعلى النقيض مما تم إخباره، فإن موت الزعيمة كان مخطط له فعلاً منذ البداية من قبل «أحد الاستراتيجيين المكرة المخادعين»
وبمساعدة جنود الجيش الأحمر الذين جندهم، دمر بيج بوس صواريخ جين النووية وترك جين لبيج بوس كمية كبيرة من الأموال والإمدادات التي نوى بيج بوس إستخدمها في إنشاء ملاذ الجيش. وبعد الحادثة، أنشأ بيج بوس وحدة فوكس هاوند رسمياً ليستمر في تقاليد وحدة فوكس ولمنح وطنٍ للجنود الذين جندهم خلال احتلال سان هيرونيمو.

### الوطنيون ومشروع الأطفال المرعبون (The Patriots and Les Enfants Terribles)
بعد أحداث سان هيرونيمو، وسع أوسلوت وزيرو الدعوة لتشمل بيج بوس للانضمام إليهم في تأسيس منظمة جديدة تعرف باسم «الوطنيون». وكان مقرراً لهذه المنظمة أن يتم إنشاؤها تكريماً لرغبة الزعيمة الآخيرة. بيج بوس الذي عرفها أكثر من أي شخص آخر، أختير من قبل زيرو ليكون رمزاً وبطلاً للعالم (على الرغم من أنه تم أختياره كطرف لإحضار أوسلوت لمساعدته بالمشروع). وفي وقت ما، بعد انضمام بيج بوس للوطنيون، شارك في مهمة انقاذ عام 1971 في هانوي لإنقاذ إيفا وتجنيدها لصالح الوطنيون. بدأ زيرو بنشر القصص عنه، وكانت بعض هذه الحكايات حقيقية وبعضها مبالغ فيه وأُخر كانت أكاذيب محضه. وأعرب بيج بوس عن شكوكه القوية تجاه مطالب زيرو التي تكون في بعض الأحيان غير متزنه ولا عقلانية لأجل السيطرة، وأصبح بيج بوس مشمئزاً من لعب دور الدمية.
وخوفاً من خسارة بيج بوس، عزم زيرو على إكمال المشروع السري المسمى «مشروع الأطفال المرعبين Les Enfants Terribles» حيث يتم استخراج جينات بيج بوس لصنع جنود محسنين جينياً. وتمت ولادة سوليد سنيك (Solid Snake) ولكويد سنيك (Liquid Snake) ولاحقاً سوليدوس سنيك (Solidus Snake) في هذا البرنامج وكانوا كلهم معروفين بـ «أبناء بيج بوس Sons of Big Boss».
وفي نهاية المطاف تمكن بيج بوس من اكتشاف المشروع، وكانت هذه هي القشة الأخيرة بين الأثنين. وعليه قرر اعتراض زيرو وخططه، ومن ثم انفصل بيج بوس عن منظمة الوطنيون وغادر الولايات المتحدة ووحدة فوكس هاوند مبحراً من بلد إلى بلد كجندي وحيد. وفي هذا الوقت عاد بيج بوس إلى فيتنام لينضم إلى دورية الإستطلاع طويلة المدى (Long Range Reconnaissance Patrol) وقاتل مع مجموعة الدراسات والمراقبة (Studies and Observation Groups)والقبعات الخضر ووايلد قييز (Wild Geese). ولاحقاً أصبح مرتزقة ظهر في العديد من النزاعات الإقليمية والعرقية في جميع أنحاء العالم.

### لقاء كازوهيرو ميلر
في وقت ما في آواخر عام 1972م تم توظيف بيج بوس من الحكومة الكولومبية للعمل مع الجيش الكولومبي، وهناك قامت وحدة بيج بوس بوضع كمين لكازوهيرو ميلر ووحدته حيث قضى عليهم جميعاً بإستثناء ميلر. وبعد ذلك أنشأ بيج بوس مجموعته القتاليه المعروفة باسم جنود بلا حدود (Militaires Sans Frontières)أو MSF للاختصار، وقام بتوظيف ميلر قائداً ثانياً في وحدته.

### حادثة حارس السلام (Peace Walker incident)
في 4 نوفمبر 1974، مركز بيج بوس جنوده على ساحل بارانكويلا في كولومبيا، حيث اجتمع مع رامون غالفيز مينا (Ramon Galvez Mena) وباز أورتيغا أندراد (Paz Ortega Andrade) من كوستا ريكا، «الدولة التي لا تمتلك جيشاً». ومنذ أزمة الصواريخ الكوبية، أصبحت أمريكا اللاتينية مفتاحاً للحفاظ على توازن القوى بين الشرق والغرب. وعلى الرغم من هذا، تمركزت قوات مسلحة غير معروفة في مناطق مختلفة من البلاد، مدعية بأنها «قوة حفظ أمن دولية» إستأجرتها وكالة التنمية الكوستاريكية (المعروفة باسم كوديسا). ولكن غالفيز يشك بدعواهم معتقداً بأن السي أي إيه هي من وظفتهم فعلياً.
في البداية رفض بيج بوس منع حدوث الغزو غير راغب بأن تصبح وحدته «كلاب حرب». ولكن في نهاية المطاف وافق بيج بوس عندما أظهر غالفيز شريطاً مسجلاً من صديقة باز المفقودة حيث يمكن سماع صوت الزعيمه في التسجيل. وقبل بيج بوس أخذ هدية غالفيز المتمثلة بإنشاء قاعدة ساحلية وجعلها القاعدة الأم لمنظمة جنود بلا حدود.
وبعد ستة أيام، وللحفاظ على السلام في المنطقة، بدأت منظمة MSF بالعمل. وسرعان ما اكتشف بيج بوس وميلر بأن السي أي إيه كانت تجلب الأسلحة النووية داخل كوستاريكا. وفي طريقه إلى نيكاراغوا، استعان بيج بوس بوحدة جبهة التحرير الوطنية الساندانية بقيادة أماندا فالنسيانو ليبر (Amanda Valenciano Liber) لمعرفة المزيد من المعلومات، بينما كان يتخفى تحت هوية عالم طيور كولومبي، ولكنه في نهاية المطاف أجبر على أخذ أماندا إلى القاعدة الأم بعدما أصيبت في محاولتها إنقاذ شقيقها الأصغر شيكو (Chico)
أنقذ بيج بوس شيكو ومن ثم توجه إلى جبل إيريزو، حيث يتم وضع الاسلحة النووية. هناك، تواجه مع آلة البيوبا (Pupa) بعد استماعه لمشادة كلامية بين هيوي إميريك (Huey Emmerich) وهوت كولدمان (Hot Coldman). ولعلمه بمشروع بيس وكر وكذلك منشأة الذكاء الاصطناعي في هرم المايا جند بيج بوس هيوي لصالح منظمة جنود بلا حدود. وبعد ذلك، استطاع أن يساعد سيسيل كوزيما كاميناديس (Cécile Cosima Caminades)، صديقة باز المفقودة، وكذلك معرفت حقيقة مزعجة؛ وهي أن صوت الزعيمة الذي قد سمعه لم يكن في الحقيقة إلا ذكاءً إصطناعياً برمج على صورتها، معروف بـ (Mammal Pod) أو حجيرة الثديي.
ثم واجه بيج بوس سترينجلوف (Strangelove) التي تكرهه، وتغلب على اليرقة (Chrysalis) والشرنقة (Cocoon). بعدها حاول إيقاف بيس وكر من الوصول إلى نيكاراغوا ولكنه فشل في النهاية. فتبع بيج بوس باز التي يأسرها كولدمان ووجد بيس وكر. غالفيز (الذي إسمه الحقيقي هو فلاديمير زادرنوف) كشف بأنه كان في الحقيقة يستغل بيج بوس حتى يتمكن الاتحاد السوفيتي من احتلال أمريكا الوسطى بسهوله. فإضطر بيج بوس على أن يوقف بيس وكر من أن تتسبب بحربٍ نووية بعدما أن يقوم كولدمان بتفعيل الإطلاق التسلسلي.
وفي نهاية الفشل الذريع، قرر سنيك بأن يعرف نفسه رسمياً بـ بيج بوس بعد علمه بأن الزعيمه قد «تخلت عن سلاحها» والذي إعتبره خيانة لنفسها بصفتها جنديه. فقام بنزع ربطة رأس الزعيمة من رأسه بعد مشهد تضحية بيس وكر. وتحت اقتراح كاز وهيوي وسترينجلوف أمر بيج بوس بإنشاء ميتل جير زيك (Metal Gear ZEKE) باستخدام أجزاء أنقذت من بقايا أسلحة الذكاء الاصطناعي.
وبينما كان زيك على وشك الاكتمال في القاعدة الأم توصل بوس إلى أنه كان هنالك جاسوس بين صفوف منظمة جنود بلا حدود. حينها تمكن زادرنوف من الهروب عدة مرات بينما كان يجري تصنيع زيك. وبعد ما أطلق بيج بوس عليه النار دفاعاً عن نفسه قام الرجل بالتلميح بقدر المستطاع، وقبل أن يتمكنوا من التفكير بمالذي يمكن أن يعنيه هذا، تلقى بيج بوس خبر اختطاف زيك، فأسرع لمواجهة الخاطف.
وياللصدمة، علمت منظمة جنود بلا حدود بأن الخاطف كان باز (التي كانت في الواقع عميلة سايفر الملقبه بـ باسيفيك أوشن) وخطط سايفر المهمة لكي يجبر بيج بوس على أن ينضم إليهم من جديد. وبعد رفضه، هددت باز بإطلاق صاروخ نووي نحو الساحل الشرقي وتأطير منظمة جنود بلا حدود. فتمكن بيج بوس من هزيمة زيك وعلى الرغم من أن باز قد قتلت على مايبدو إلا أنه يشك بذلك.
وبعدها اعترف ميلر بأنه ايضاً كان يعمل لصالح سايفر كرجل أعمال، رغم ذلك غفر له بيج بوس في أوانها. ومن ثم سيتوصلان إلى تأسيس الملاذ الخارجي " Outer Heaven".

### معسكر أوميغا (Camp Omega)
في نهاية المطاف، اكتشف سنيك وميلر أشرطة باز التسجيليه ومذكراتها التي تركتها في القاعدة الأم. لقد كان واضحاً بأنها كانت متردده في التزامها لسايفر ولكن مع اختفائها لا يمكن إثبات أي شيء. بعد ذلك، شارك بيج بوس جنباً إلى جنب مع التوسع الكبير لمنظمة جنود بلا حدود في مختلف المهمات من خلال مرفق البحرية الأمريكية في كوبا.
وفي 3 ديسمبر عند الساعة 1:18 ظهراً، وبسبب إستئجار الإستخبارات السوفيتيه (KBG) لمنظمة جنود بلا حدود عن طريق ميلر الذي كان على معرفة بهم منذ أيامه في كولومبيا قبل الانضمام إلى منظمة جنود بلا حدود، وصل بيج بوس إلى إحدى القواعد لاغتيال فرقة قناصة سيئة السمعة من حرب لاوسي الأهلية، غلاز وبلايتز. وبعد إستكمال المهمة بدأوا بالشك في القاعدة في كوبا نظراً لرعب فرقة القناصة لدرجة أن رعبهم تجاوز حتى خوفهم من الموت نفسه.
وفي 7 ديسمبر عند الساعة 7:31 صباحاً عاد بيج بوس إلى القاعدة لضمان استخراج أحد أعضاء وحدة الاستخبارات التابعة لمنظمة جنود بلا حدود نظراً لكونه مهم جداً للمنظمة. في البداية أمضى بيج بوس وقته في الهيليكوبتر بينما كان لقاءهما عند مهبط الطائرات لإستكمال مهمة الاستخراج. لقد أمضى وقته يدافع عن الهيليكوبتر لإستخراج هيدو وموقفاً لأي تقدم للعدو نحوه. ومع ذلك، وبعدما تعطلت مركبة العميل السري الجيب وأنتهى به الأمر إلى أن يخرج، أضطر بيج بوس إلى أن ينزل من المروحية للتدخل مباشرة وإنقاذه، حيث قام بتدمير ناقلة الجنود المدرعة وأسقط مروحية بلاك هواك التي كانت تحاول مطاردة مروحيته بينما كانت تنسحب من الموقع.
في 21 ديسمبر عند الساعة 6:11 مساءً، بعدما أن قام عميل سري بالكشف عن معلومات سرية تخص سايفر ومكان تواجده، تسلل بيج بوس بنفسه إلى القاعدة التي يتمركز بها بريان (Brian) بالاختباء في صندوق شاحنه. كذلك ويشتبه بأن بيج بوس كان قد وظف من رئيس هيئة الاركان الذي مع هيئة اركانه قاموا بتوظيف العميل السري للتحقيق بشأن القاعدة. كلا الأمرين كانا كمكافأة لدوره في قمع حادثة بيس وكر، وبسبب الاشتباه بأن القاعدة قد تم تحويلها إلى موقع محظور. وبعد تحديد مكان العميل السري ولكي يحافظ على سلامة غطاء العميل قام بيج بوس بإستجوابه لمعرفة مصدر المعلومات، وبينما كان على العميل أن يبقى متخفياً لن يمكنه الإفصاح بالامر مباشرة لبيج بوس نظراً للتأهب الأمني العالي في المنطقة. ولّمح أيضاً بأن المجموعة وقائدها ليسوا أعضاءً في السي أي إيه قبل أن يطلب من بيج بوس أن يتخلص منه. بعد ذلك وجد بيج بوس مكان الشريط فإسترجعه وهرب. ومن خلال هذا الشريط تمكنت منظمة جنود بلا حدود من اكتشاف وجود رجل معروف بـ سكول فيس (Skull Face) فقط، وكذلك التأكد من أن القاعدة قد أصبحت فعلاً موقعاً محظوراً.
في 9 يناير 1975م عند الساعة 7:01 صباحاً، قام رئيس هيئة اركان الجيش الأمريكي بتوظيف منظمة جنود بلا حدود مباشرةً، (كانت مشاركتهم الأولى محدودة) لتخريب مواقع مضادات الطيران التابعة للقاعدة للتحضير لمهمة قوة المارين البرمائية، نظراً للشكوك التي تدور حول فضح القاعدة وكونها قد أصبحت موقعاً محظوراً. أستطاع بيج بوس تخريب الاربعة مواقع بالـ C4، وعلى الرغم من تمكنه من تخريبها خلال التأهب الكامل للقاعدة، نظراً لاكتشاف هجوم حاملة الطائرات البرمائية قبل المتوقع من أنظمة القاعدة الدفاعية. كماوأنه قام بإنقاذ العديد من المقاتلين الأعداء من بينهم أحد أعضاء وحدة الاستخبارات التابعة لمنظمة جنود بلا حدود الذي تم القبض عليه مابين 21 ديسمبر و 9 يناير بشأن إستطلاع للقاعدة بطلب من ميلر. ولاحقاً قام بتدمير ناقلة جنود مدرعة التي كان لها مدفع من شأنه أن يهدد الهجوم. وبينما كان في طريقه للانسحاب، وعلى الرغم من علمه من ميلر بأن طائرتين مجهولتين قد ظهرتا على الرادار فجأة، وانهما طائرتين هجوميتين نظراً لسرعتهما التي تفوق الـ500 درجة كانتا تتوجهان نحو موقعه. وبشق الانفس نجح بالهروب من المنطقة عبر مروحية مورفو، شاهداً على قصف الطائرتين للقاعدة بينما هو هارب. ولاحقاً شك ميلر بتورط سايفر في القاعدة وانهم على الأرجح مسؤولين عن الغارة الجوية.